# Atriplex powellii
Atriplex powellii är en amarantväxtart som beskrevs av Sereno Watson. Atriplex powellii ingår i släktet fetmållor, och familjen amarantväxter. Inga underarter finns listade i Catalogue of Life.